# Gryon myrmecophilum
Gryon myrmecophilum är en stekelart som först beskrevs av William Harris Ashmead 1893.  Gryon myrmecophilum ingår i släktet Gryon och familjen Scelionidae. Inga underarter finns listade i Catalogue of Life.